# René Fortunato
René Antonio Fortunato (Santo Domingo, República Dominicana, 1 de febrero de 1958 -  18 de julio de 2025) fue un director de cine dominicano, especializado en cine documental, conocido por trabajos como "Abril: La trinchera del honor", "La Violencia del Poder", "Bosch: Presidente en la frontera imperial", "La Herencia del Tirano" y la trilogía de Trujillo: El poder del jefe, entre otros.

## Carrera
A partir de 1974, con solo dieciséis años, Fortunato se involucró como aficionado en diversas actividades cinematográficas. Tres años más tarde ingresa a trabajar en la empresa Productora Fílmica Dominicana como responsable del departamento de sonido. En esta época comenzó también su labor periodística en rotativos como Listín Diario, La Noticia y El Caribe, donde escribía sobre cine. En 1979, se implicó en la producción televisiva y trabajó durante varios años en diferentes cadenas de televisión de la República Dominicana. De 1982 a 1985, estudió la licenciatura en Comunicación Social en la Universidad Autónoma de Santo Domingo. En 1987, trabajó como crítico de cine para el periódico Última Hora.
Realizó su primera película en 1985, Tras las huellas de Palau, un documental sobre el primer cineasta dominicano, Francisco Arturo Palau. En 1987, estrenó un documental sobre el artista plástico Frank Almánzar, denominado  Frank Almánzar: Imágenes de un artista. Su largometraje documental Abril: La trinchera del honor de 1988, fue muy exitoso y le ganó reconocimiento internacional. Esta cinta describe la situación política en República Dominicana desde la muerte del dictador Rafael Leónidas Trujillo, la guerra civil de 1965 y la invasión estadounidense. La trinchera del honor, además de ser el primer documental en largometraje que se realizó en la región del Caribe; fue considerado uno de los dos mejores documentales presentados en el Festival Internacional del Nuevo Cine Latinoamericano que se llevó a cabo en La Habana, Cuba, en 1988; y fue galardonado con el premio Pitirre al mejor documental en el festival de cine de San Juan, Puerto Rico, en 1990.

## Cinematografía
Rene Fortunato ha realizado y exhibido en las salas de cine del país, con notable éxito de público y crítica, los siguientes largometrajes documentales:
- 1985: Tras las huellas de Palau.
- 1987: Frank Almanzar: Imágenes de un artista.
- 1988: Abril: La trinchera del honor
- 1991: Trujillo: El poder del jefe I.
- 1994: Trujillo: El poder del jefe II.
- 1996: Trujillo: El poder del jefe III.
- 1998: Balaguer: La herencia del tirano.
- 2003: Balaguer: La violencia del poder.
- 2009: Bosch: Presidente en la frontera imperial

### Libro
- La democracia revolucionaria en 2010

Otro trabajo suyo es el musical Caribe, presentado fuera de concurso en la XIX Bienal de Artes Visuales Santo Domingo, 1990.

## Reconocimientos
Entre sus premios y reconocimientos se encuentran:
- Premio Pitirre al mejor documental de la región del Caribe, en el II Festival Internacional de Cine de San Juan, Puerto Rico, por su documental Abril: La trinchera del honor, en octubre de 1990.
- LASA Film Award, otorgado por The Latin America Studies Association (LASA) de los Estados Unidos, por su documental El poder del jefe II, considerándolo como uno de los mejores documentales realizados en América Latina en septiembre de 1995.
- Reconocimiento Especial Feria Internacional del Libro Santo Domingo 1999, por su labor de rescate y difusión de la memoria histórica de la nación dominicana.
- Mención honorífica en el Festival Iberoamericano de Video Documental Independiente "Contra el silencio todas las voces", por su documental Abril: La trinchera del honor, celebrado en ciudad México en junio de 2000.
- Premio a La Excelencia Profesional, otorgado por el Poder Ejecutivo de la República Dominicana, por sus aportes al desarrollo de la cultura dominicana, en julio de 2000.
- Premio Internacional Lumière, otorgado por la Unión Nacional de Productores y Autores de Cine de Italia, por sus aportes a la cinematografía dominicana a través del género documental, en noviembre de 2001.